# Ainu zene

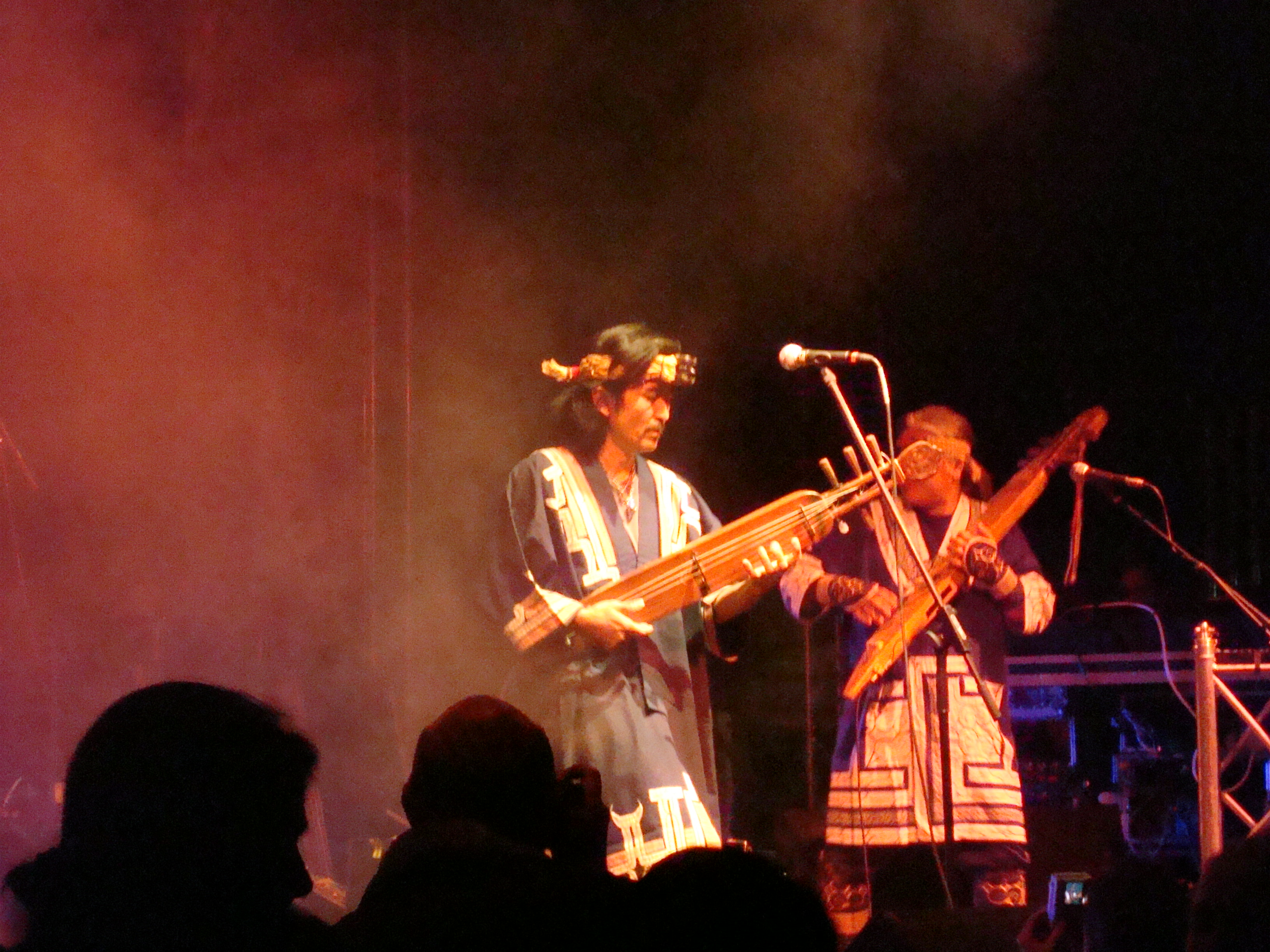
Oki Ainu Dub Band fellépése Rudolfstadtban 2007-ben

Az ainu zene az Észak-Japánban élő ainu népcsoport tradicionális zenéje.
A beszélt ainu kultúra rengeteg különböző műfajt foglal magába, melyek között megjelenik például az Upopo, amely könnyed, vidám ballada a mindennapokban fellelhető viszonyokról (család, barátok), illetve rituálékról, melyeket tradicionális ainu hangszereken kísérnek. Az Upopo mellett megjelenik még a Yukar, amely a ritmikus epikus ainu költészet egyik formája. A Yukar ritmusát a lágy dobszó adja. Az Upopo és a Yukar szerepe rendkívül jelentős az irodalmi ainu kultúrában.
Ezeknek a balladáknak a tartalma egy rendkívül fontos forrása volt az ainuk mindennapi életének, szokásainak, tradícióiknak és kultúrájának megismerésében, megértésében. Napjainkban ezek a fennmaradt kulturális „maradványok” nagyon fontos szerepet játszanak az ainu kultúra identitásának megőrzésében, mint ahogy az például a népszerű előadó, Oki(Ő a legismertebb kortárs ainu előadó) erőfeszítéseiben is visszatükröződik.
Az ainu zene legkiterjedőbb, legátfogóbb összefoglalóját, mely különböző felvételeket, illetve leírásokat is tartalmaz, Chiba Nobuhiko készítette.

## Tradicionális zenei műfajok
Az ainu zene majdnem minden formájában megtalálható a spiritualitás, amely egy nagyon fontos szerepet játszott, sőt, a mai napig játszik az ainu népcsoport kultúrájában. Az ainu zene szinte minden fajtája szent (és sérthetetlen), továbbá az ainuk hangszereiknek is lelket tulajdonítottak.
A tradicionális ainu zenét két fő részre lehet osztani, a mindennapi dalokra és az epikus költeményekre. A mindennapi dalokat lényegében bármely szituációban, olykor rögtönözve adták elő, míg az epikus költeményeknek megvolt a maga helye és ideje. A mindennapok eseményeit, szituációit, kapcsolatait megzenésítő ainu dalok sokszor a Tonkorival illetve a Mukkurival voltak kísérve. Míg az előbbi egy citerára hasonlít, addig az utóbbi egy dorombszerű hangszer.

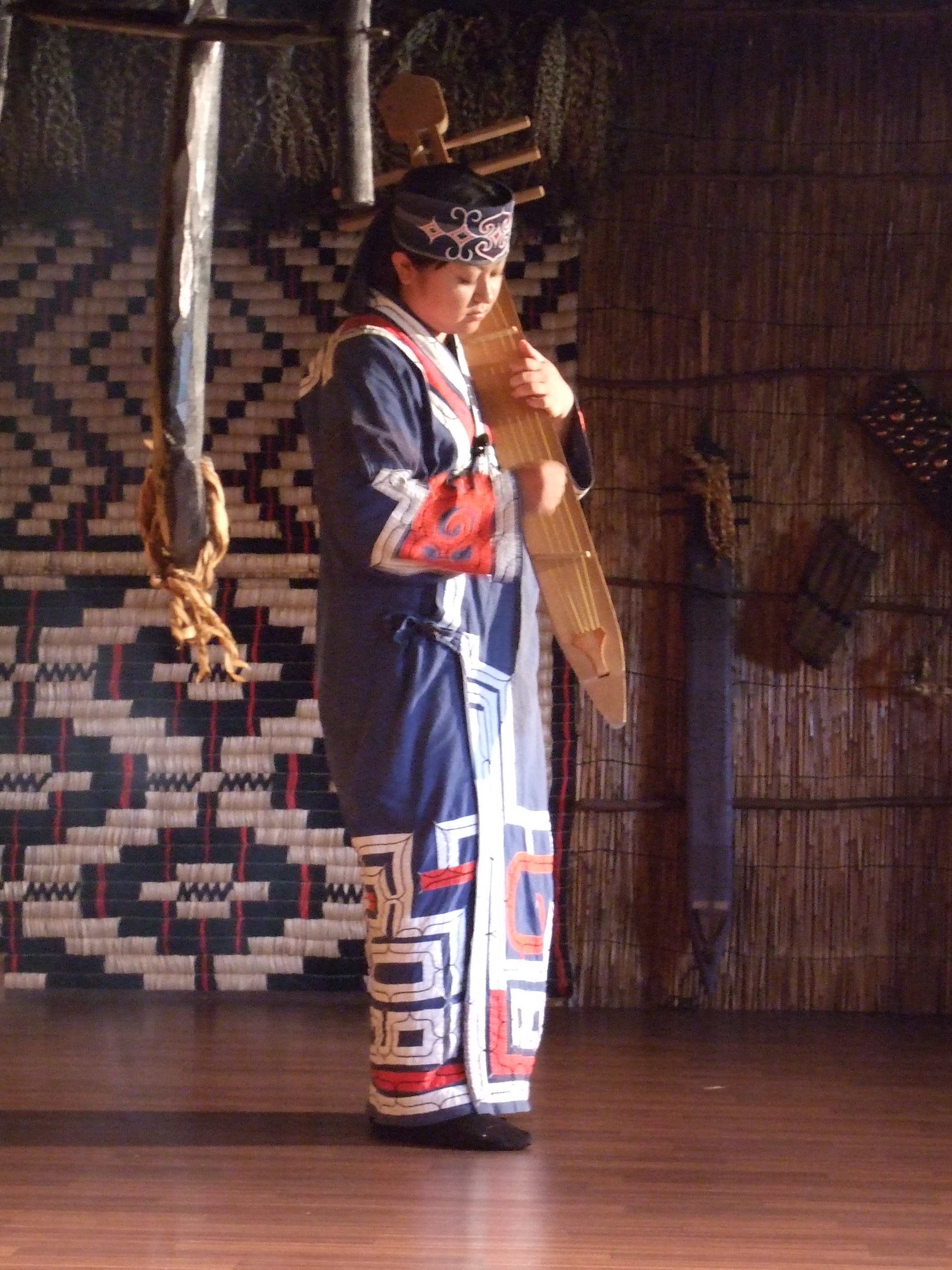
Egy nő tonkorin játszik

### Upopo
A mindennapi élet különböző dolgairól szóló dalok általában rövidek, nagyon egyszerűek voltak. Központjukban mindig egy cselekmény, vagyis munka, játék állt. Magát az éneklést is sok esetben játéknak fogták fel. Ilyen híres játék volt például a nők között a Rekuhkara (ainu torok éneklés) verseny.
A munkáról szóló dalok ritmusosak, szövegekkel ellátottak voltak. Természetesen a szöveg és a ritmus az éppen végzendő munkára vonatkozott. Ugyanakkor még a mindennapok eseményein énekelt daloknak is inkább szakrális, mint e világi jelentősége volt. Például az olyan énekek, mint a „kar upopo”(Sake-dal) vagy az „iyuta upopo”, melyek nem munkadalok, tele voltak misztikummal, annak érdekében, hogy elűzzék a rossz szellemeket.
Ezek a rövidke dalok sokszor imádságnak is megfeleltek. Ezeket általában étkezések előtt, vagy egy halászó út után énekelték. A halászat esetében azért, hogy szerencsések legyenek mind a vadászatban, mind pedig a halászatban. Természetesen egyéb körülmények között is énekelték ezeket.
Összefoglalva tehát, a mindennapi életkörülmények között énekelt dalok inkább egyfajta imának számítottak. Ezeket általában étkezések előtt, halászat után, vadászat előtt énekelték annak reményében, hogy szerencsésebben találjanak élelmet, megfelelő mennyiségű étellel térhessenek vissza. De természetesen más körülmények között, más szerencse elérésének érdekében is énekeltek ilyen dalokat.
Sajnos nagyon sok anyaghoz, amire rögzítették ezeket az énekeket, dallamokat nagyon nehéz hozzáférni. Sőt, nagyon sok dallam soha nem is volt feljegyezve.

### Yukar
A Yukar, vagyis az ainu epikus dalforma monológ formájában volt előadva. Az énekes teljesen önállóan, segítség nélkül, fejből adta elő a dalt, általában valamilyen kevésbé szent helyen. Ilyen lehet például egy barát háza, vagy különböző összejövetelek alkalmával a tűzhely előtere. Igaz, vannak kifejezetten alkalmi dalok, de a yukar sokkal inkább formálisabbnak nevezhető, mint például a már említett upopo. Annak ellenére, hogy mind férfiak, mind pedig nők is előadhatják a yukart, a nők által előadott változat mégis elfogadottabb. Az epikus dalok meglehetősen ritmikusak, melodikusak. Az énekes hangszíne általában a szavakon, kifejezéseken, akár mondatokon belül változik, míg a dallamosság megmarad. Az énekesek az előadás alatt arra törekszenek, hogy a közönség mindegy egyes szót megértsen. Éppen ezért ezeket a dalokat nem kísérik hangszerekkel. Érdekesség, hogy ennek ellenére mind az énekesek, mind pedig a hallgatóság ütheti a repnit, vagy csak egyszerűen azzal segítenek egymásnak, hogy fablokkokat dobnak a tűzre vagy a földre annak érdekében, hogy az énekes ne haladja túl a megszabott időkorlátot. Illetve természetesen ezzel a dal előadását is segítik.
Vannak olyan festmények, melyekből következtetni lehet arra, hogy voltak olyan előadások, melyeket fekvő pozícióban adtak elő, vagy az énekesek a ritmust épp a hasukon dobolva adták.
A yukarnak különböző formái vannak: Philippi mintájára ezeket a dalokat két különböző csoportba lehet osztani az adott dal tárgya és stílusa alapján. Vannak mitikus és hősökről szóló elbeszélések is. Míg a mitikus elbeszélések az ainu nép eredetéről és az istenségeikről szólnak, addig a másik fajta dalok az ainu kulturális hősökről szólnak. A mitikus elbeszélések mind az ember szemszögéből, mind pedig egy istenség szemszögéből is elmesélhetőek. Az ainu epikus történetek egyik legjellegzetesebb nézőpontja az első isten(legfőbb isten: Pasze-kamui vagy Kandokara kamui) nézőpontja. A hősies elbeszélések valamelyik fő kulturális istent, vagy egy visszatérő mitikus eredetű főszereplőt, mint például Kotan-Kor-kamui-t (Bagoly istennek is hívják, nem összetévesztendő Kotan-Kar-kamuival, a főistennel.) „személyesítenek meg”. Habár a kulturális hősök istenként vannak ábrázolva, sokkal inkább emberi mivoltuk a kiemelendő. Hasonlítanak például Navahókhoz és az Apacsokhoz: ők is, miközben istenek, sokkal inkább megfigyelhető emberi érdeklődésük, fóbiáik.
Míg az epikus dalokat a szerint is lehet csoportosítani, hogy milyen témákat érintenek, addig stilisztikailag is további két csoportra lehet őket osztani! Vannak olyan epikus dalok, amelyeket novellának és tekinthetők. Ezek olyan különböző eseményt, történést vonultatnak fel, melyekben mind az emberek, mind pedig az istenek szerepet játszanak. Ezzel szemben vannak olyan dalok is, melyekre Philippi csak úgy tekint, mint egyszerű paródiák: ezek különböző abnormális, természetellenes eseményt vonultatnak fel, mint például számos megmagyarázhatatlan dolgot vagy álmot. Ezeknek általában nincs tisztázott kronológiai háttere. A paródia jellegű epikus dalok igencsak ritkák.
Az epikus dalokat, csakúgy, mint a mindennapi életről szóló dalokat különböző ceremóniákon, ünnepeken adják elő. Például az egyik legismertebb ainu kulturális esemény a „medveünnep”. Ez egy rengeteg zenével kísért esemény, melyen természetesen nem maradhattak el az olyan dalok, melyek magáról a feláldozandó medvéről szóltak. Az egyik ilyen leghíresebb dal a „Dal a medvéről”. Ez egy mitikus darab, mely a medveistenről szól, akit a vadászok megöltek, megnyúzták, fejét levágták. A fej helyére ételt és italt tettek. A dal a zavarodott Isten szeméből láttatja az eseményeket. A medveisten nem ismeri fel saját holttestét. Ugyanakkor a dal magának a ceremóniának a menetét is rögzíti. A „medveküldés” feltétele, hogy a medveisten a halandó testében ragadjon. Az állat megölése pusztán csak egy rituálé (mely során a férfiak a leölt medve véréből isznak), amivel az istent szolgálják, hiszen ezzel magát az Istent hazaküldik. A dal továbbá megemlít egy ainu szent tárgyat, az ianut, amely egy faragott bot, valamint különböző imákat melyek segítségével az Istent hazaküldték.
Ezek a dalok, csakúgy, mint a mindennapi élet során használt dalok bemutatják az ainuk kulturális örökségét, és betekintést engednek számunkra, hogy megértsük az Észak-Japánban élő népcsoport mitológiájának jelentőségét.

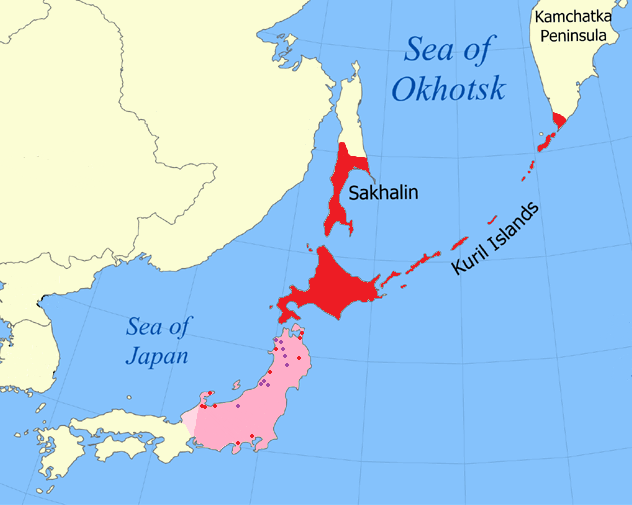
Az ainuk elterjedése Japánban

Érdekesség, hogy a régebbi időkben a dalokat nemcsak férfiak, hanem nők is előadhatták. Ám a 19–20. század során, mikor az ainu kultúra a mélypontját élte, inkább a női előadókat voltak többségben. Továbbá Kindaicsi Kjószuke nyelvészprofesszor összegyűjtötte a yukar dalokat, és lefordította őket japánra.
2006 augusztusában az Aszahi Simbun egy cikkében megírta, hogy a 2007-es költségvetési évig nem fogja anyagilag támogatni Imekanu(japán nevén Kannari Macu; ainu misszionárius, költőnő. Unokahúgával, Csiri Jukievel írta le, és őrizte meg a nagyszámú jukart, melyeket még édesanyjától tanult) gyűjteményének fordítását és átírását. Ez a gyűjtemény összesen 92 latin betűs átiratos jukar történetet tartalmaz, amelyből a tizedik történet hiányzik, továbbá 49 darab lefordítatlan darabot is tartalmaz. Az anyagi támogatás szüneteltetésének hátterében valószínűleg Sigeru Kajano 2006 májusban bekövetkezett halála állt.
1999-ben egy több nemzetiségű pedagógusokból és fordítókból álló csapat megalapította az „U-e-peker” projektet, mellyel az volt a céljuk, hogy lehetőleg minél több ainu népmesét tegyenek elérhetővé angolul. Sigeru Kajano két könyvét is feldolgozták „The Ainu: A Story of Japan’s Original People” (2004-es publikáció) és „The Ainu and the Fox” (RIC Publications 2006) címen. A csapat további céljai közé tartozott, hogy angol nyelven képeskönyveket jelentetnek meg az Ainu Sin’yoshuban fellelhető jukar felvételekből, illetve megjelentetnek egy antológiát az ainu szájhagyományokból, melyeket elsőként Csiri Jukie(1903-1922), Kannari Macu unokahúga(Kindajcsi felbecsülhetetlen asszisztense, aki 19 évesen halt meg) írt le és fordított le japán nyelvre.
A könyvek az ainu epikus dalokat foglalja össze angolul, köztük a Csiri Jukie által kiadott Ainu Shin’yoshut, melyet Benjamin Peterson fordított le az Okikirmui Project tagjaként 2013-ban. Továbbá a könyvek tartalmazzák Donald L. Philippi „Dalok az Istenekről”, „Dalok az Emberekről: Az ainuk epikus hagyományai” írásait is. Az Okikirmui Projekt gyűjteménye 13 jukart, illetve Philippi 35 eposz fordítását tartalmazza.
Ezek a dalok, csakúgy, mint a mindennapi élet során használt dalok, bemutatják az ainuk kulturális örökségét, és betekintést nyújtanak számunkra, hogy megértsük a mitológiájuk jelentőségét és a viseletüket.

### Rekuhkara
A rekuhkara, vagy ismertebb nevén a rekutka egy rendkívül híres játék volt a szahalini ainuk között. Maga játék elnevezése az ainu torok (rekut) szóból, illetve a kar szócskából tevődik össze. Az ainu torok-éneklés természetesen alkalmazza a torok-éneklés technikáját, amely a katajjaghoz hasonlít. A katajjag egy inuit énekmód.
A rekuhkarat általában 2-10 ember játszotta egyszerre, párokban. Minden játék kezdetén a játékosok felálltak egymással szemben, kezükkel zárt tölcsért formáltak, amely összekötő elemként funkcionált a két játékos szája között. Az egyik játékos elkezdett egy bizonyos ritmust, amely a másik játékos szájában rezonált. Ezt követően a másik játékosnak is fent kellett tartania ezt a ritmust egészen addig, míg a másik játékos (aki átadta a ritmust) úgy nem döntött, hogy ritmust vált. Bárki, aki képes volt fent tartani ezt a „motívumot” levegője elvesztése, illetve nevetés nélkül, nyert!
Azon interjú szerint, amely a legutolsó rekuhkara játékos lányával készült, a rekuhkarát sokszor az iomante rituálé, vagyis a „barnamedve lemészárlása” közben játszották, hiszen a játék hangja szimbolikusan összehasonlítható a síró medve hangjával. Az utolsó rekuhkara játékos 1973-ban halt meg.

### Yaisama
A jaiszama egy olyan dal, amellyel különböző érzelmeket (mint például a szerelem) tudnak kifejezni. Ez gyakorlatilag egy bemutatkozásnak is tekinthető. 

### Altató dalok
Az ainu altatódalok elnevezése területenként eltérő lehet, hiszen a különböző ainu népcsoportok más-más elnevezést használtak rá. Például az Iyon’nokka vagy Iyonruika ainuk Hidaka régióban más szót használtak rá, mint az Aszahikava és Tokacsi ajnuk (ők a Ihunke, avagy az Ihumke szót alkalmazták).
Az altatódalok jellegzetessége, hogy az édesanya semmit sem jelentő hangokat ad ki a kisbaba ringatásának ritmusában. 

## Hangszerek

### Mukkuri

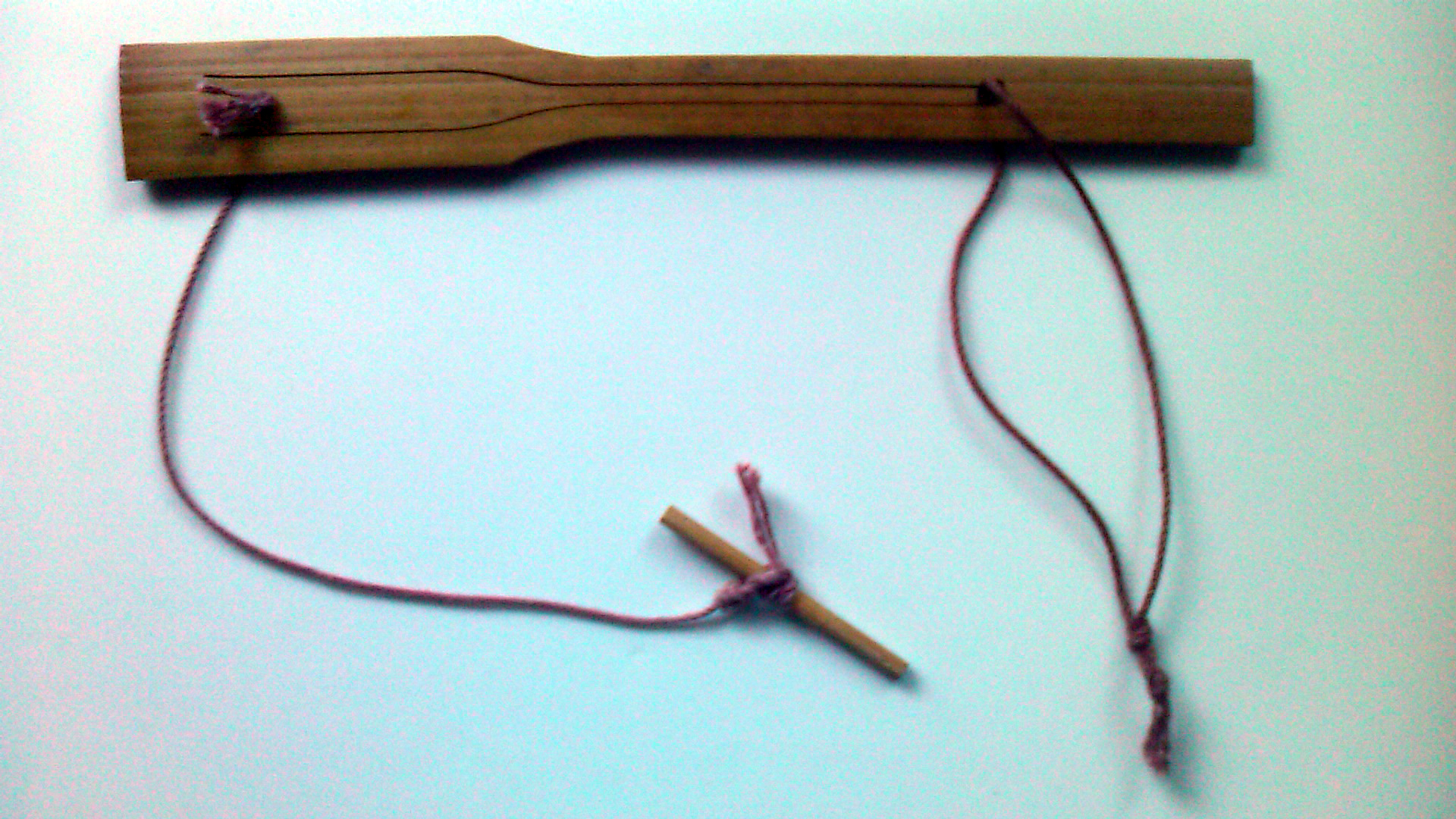
Mukkuri

A mukkuri egy bambuszból készült idiofon hangszer, mely nagyjából 10 cm hosszú és 1,5 cm széles. Hasonlít a dorombra. Hangját úgy képezik, hogy a madzagot, melyet a mukkurira erősítenek meghúzzák. Ennek eredményeként az előadó szájába helyezett nád megrezzen. 
Hokkaidóról sok figyelemre méltó Mukkuri-játékos származik, akikről 1963-ban a nemzeti TV, az NHK készített egy filmet, melynek címe: 北方民族の楽器(Az északi emberek hangszerei) volt. Fontos kiemelni Umeko Andót(1932. november 20. – 2004. július 15.), aki ainu upopo dalokat énekelt, sőt azokat még CD-re is vette. Umeko Andó életéről készült egy DVD is, melyet 2006-ban adtak ki. Másik kiemelkedő mukkuri-előadó Sigitó Tesi.
Dájszuke Hare(1965-) volt az első 2004-ben, aki mukkuri versenyt hirdetett. Egyébként Hare Umeko Andóval is játszott.
Akira Ifukube, aki többek között a Godzilla filmek betétdalát is szerezte, gyermekkorában számtalan ainu faluban járt. Egyik látogatása alkalmával lett figyelmet a mukkuri hangjára. Mivel Akira Ifukube először egy lányt látott meg, aki mukkurin játszott, ezért sokáig azt hitte, csak nők játszhatnak ezen a hangszeren (Ő maga is meg akarta tanulni, hogyan kell játszani vele), de természetesen férfi zenészek is voltak.
Az 1960-as évektől kezdve rengeteg felvétel készült az ajnu tradicionális zenéről, többek között a mukkuriról is. A legtöbb felvételt Umeko Ando készítette. A felvételeket 3 CD-ben adták ki.

### Tonkori

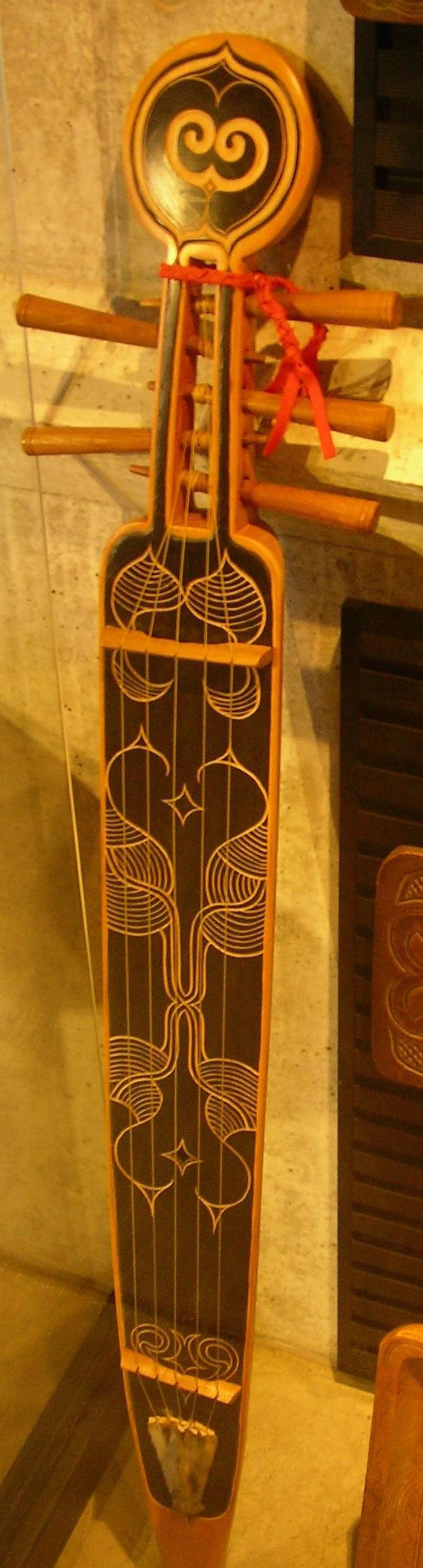

A tonkori egy pergetős hangszer, melyen a Hokkaidón, Észak-Japánban és a Szahalin-szigeteken élő ainuk játszottak. Ennek a hangszernek 5 húrja van. Úgy gondolják, hogy a Szahalin-szigeteken használták először, majd innen terjedt el. A tonkorit az 1970-es évekig szinte folyamatosan használták, ám az ainu identitás hanyatlása miatt ez a kulturális örökség veszített értékéből.
Az egész hangszer nagyjából 120 cm hosszú, 10 cm széles és 5 cm vastag. Kialakítása egy női testre emlékeztet. Érdekesség, hogy a hangszer testében egy kavics található, mellyel a tonkori lelkét szimbolizálják.
A tonkorit az előadók a mellkasukra fektették, két kezükkel pedig az ellentétes oldalon pergették a húrokat. 
A leghíresebb tonkori előadó Oki Kano.

### Kaco
A kaco a tamburinhoz hasonló ütős hangszer, mellyel különböző sámáni rituálékat kísértek. A hangszer készítéséhez kinyújtottak egy állatbőrt, majd azt ráhúzták egy henger alakú, fűzfából vagy vörösfenyőből készült gyűrűre. A kaco ütői kutyabőrbe borított ágakból készült.

### Cirektekuttar
A cirektekuttar, vagy ahogy azt a Szahalin-szigeteken hívták: henyudo, ionka vagy pehkutu egy henger alakú, Észak-Japánban őshonos nádgyökérből készült fúvós hangszer. 

### Pararayki
Az oroszokkal való kulturális keveredés következtében hozták létre a Kuril-szigeteken élő ainuk az orosz balalajka mintájára. Kiemelendő, hogy a pararaykinak  húrja volt.

### Ainu hegedű
Több különböző típusú ainu hegedű tártak fel régészetileg, melyeket főleg Észak-Japánban, a Kuril-szigeteken és a Szahalin-szigeteken találtak meg.[pontosabban?]
Egy híres antropológus a következőket fogalmazta meg a Szahalinon élő ainu hegedűkkel kapcsolatban 1901-ben: „A szahalini ainuk rengeteg hegedűt készítettek. Néhányat csupán kettő húrral, de akadtak három, illetve négy és ennél több húros hegedűk is. Pár megtalálható közülük a Sapporó Múzeumban, míg vannak olyan darabok, melyek az ishkari ainuk körében találhatóak meg. Az ishkari ainuk  a Szahalin-szigetekről érkeztek még azokban az időkben, mikor a Japán-szigetek a kontinens részét képezték.”

## Ainu identitás
Az ainu zene nemcsak az ainu kultúra és társadalom kifejezőeszköze volt, hanem magának az ainu identitásnak a megteremtésében is hatalmas szerepet játszott. Az ainu zene történelmileg az ainuk társadalmának állapotát mutatta be. Az ainukról szóló népies eposzok gyakran kimondottan az ainuk állapotára mint csoport vonatkozott. Például, amikor az ainuk először szenvedtek vereséget a hanyatlás időszakában a 16. század után, a hősi eposzokban szerepeltetett kulturhéroszokat olyanoknak nevezték meg, mint akik „méltatlanul távoztak”. Az ilyesfajta egyenes bemutatása az ainu kulturális identitásának, a változatos növekvése és csökkenése az ainu zenének is egyfajta utalás az ainu kultúrára. A legösszetettebb és legfantasztikusabb eposzok az ainu kultúra virágkorában/csúcspontján jelentek meg, amelyek akár versszakok tízezreiig is elhúzódtak/elnyúltak, melyek új, még összetettebb ötletekre épültek. Mégis, a 19. század végén és a 20. században, az ainuk legkétségbeesettebb időszakában, amikor a népesség száma körülbelül 15.000 főre csökkent, az ainu zenének egyúttal a hírneve is csökkent: még a híres medveceremóniájukat is csak ,,egyszer az életben”-i tapasztalatnak nevezték el 1948-ban.

### Hanyatlás
Az ainu identitás, az ainu zene hanyatlása egy felsőbb hatalomnak, vagyis a japán kormánynak köszönhető. Az ország kormánya tudatosan kezdett neki az ainu kulturális értékeket háttérbe szorítani. 1799-ben először a nyelvet korlátozta, majd háttérbe szorította tradicionális zenéiket, táncaikat (többek között a medve-ceremóniát is). Ezeket a lépéseket természetesen annak érdekében tette, hogy az ainu sikeresen be tudja olvasztani a japán társadalomba. Ám a japán kormány nemcsak a kultúrát kezdte nyomás alá vonni. Mind az állami intézményekben, mint pedig az iskolákban minden lehetséges módon, minden lehetséges alkalommal azon volt, hogy integrálja az ainukat a japán társadalomba.
Természetesen az ainuk a nyomás miatt minden tőlük telhetőt megtettek annak érdekében, hogy beilleszkedjenek a japán társadalomba. Egy 1914-ben kiadott turisztikai kézikönyv szerint az ainukat „boldogsággal” és „örömmel” töltötte el, hogy a kultúrájukat háttérbe szorítják. Továbbá a könyv még azt is megemlíti, hogy az ainuk idegenkedtek attól, hogy meg legyen különböztetve, éppen ezért minden lehetséges móddal japanizálni akarták magukat. A japanizálódást úgy érték el, hogy elhagyták saját tradicionális viseleteiket, szokásaikat. Sőt, még saját nyelvüket is elhagyták.  Ennek értelmében az egész életük felfordult. A már említett turisztika kézikönyv így folytatja: „Az ainuk a japán kormányhoz még egy kérvénnyel is fordultak, melynek értelmében népszámlálást követeltek melynek során magukat japánnak vallhatták. A kormány engedett nekik, majd a népszámlálást követően a japán társadalom teljes jogú tagjaiként tekintettek rájuk”. Természetesen, ha ez a japanizáció így folytatódik, az ainu nép előbb vagy utóbb, de eltűnik.
Míg a fent említett könyv idézetei a japán kormány tetteit mutatta be az ainukkal szemben, addig más értekezések a beilleszkedés sikerességét tagadják. Ezek elmennek a legnagyobb különbségekig, és még a „faji” különbségekre is felhívják a figyelmet a kulturális különbségek mellett(öltözködés, szokások, ünnepek).
Az ilyesfajta ellentmondások megmutatják, hogyan is bánt a japán kormány az ainukkal főleg a 20. század első évtizedeiben. A kormány ugyan próbált enyhíteni, és nem olyan borzalmasnak beállítani az eseményeket. Például volt, hogy különböző kulturális események alkalmával az ainuk is megmutathatták tehetségüket: előadhatták dalaikat (szakrális jellegűek), táncaikat. Például ilyen alkalmakkor tudták előadni a híres medve-ceremóniájukat is. Ilyenkor találtak állást maguknak. De természetesen az ainuk ilyen szempontból egyfajta turista attrakciónak számítottak. Az ainuk naponta akár háromszor – négyszer is felléphettek, a turisták számának függvényében.
Kajano Sigeru, akit sokan csak az „ainuk megszemélyesítője” címmel látnak el, maga is egy kitűnő előadó volt. Ugyanakkor ki is állt az ainuk jogaiért: többször is figyelmeztette a népcsoportot, hogy ezek az előadások szégyent hoznak rájuk. Ahogy Kajano Sigeru mondta: „szavakkal sem tudom kifejezni, hogy mennyire szánalmasnak és nyomorultnak éreztük magunkat miközben táncolnunk és énekelnünk kellett – noha pénzt kapunk a fellépésért – a turisták előtt, akik az ország különböző részeiről érkeztek, miközben mi még csak nem is voltunk boldogok vagy izgatottak”.
A japán kormány ugyan minden tőle telhetőt megtett az ainu kultúra elnyomásának érdekében, azért voltak részei, amit támogatott. Az ilyen előadások miatt az ünnepi dalok és a különböző táncok nem csak az élet jelképei lettek, de a szégyené is.

### Újjáéledés
Az elmúlt években az ainu kultúra felemelkedését figyelhettük meg, mely főként a zenének köszönhető. Az ainu népcsoport az 1960-as 1970-es években elkezdte helyreállítani a japán kormány intézkedései miatt eltörpült kultúrájukat és identitásukat. A felemelkedést azzal idézték elő, hogy a különböző találkozókat szerveztek, ahol a különböző területeken élő ainu csoportok végre találkozni tudtak egymással, kapcsolatokat tudtak kialakítani egymás között.
Természetesen nem csak a különböző találkozók hozták el a sikereket (például létrehozták az egységes zászlajukat). Fontos megemlíteni Kajano Sigerut, aki támogatta a Nemzeti Ainu Múzeum létrehozását. Az ő munkássága mellett ugyanakkor voltak különböző csoportok, mint például az Ainu Liberálisok, akik különböző terrorista akciókat hajtottak végre annak érdekében, hogy felhívják magukra a figyelmet. Ilyen általuk elkövetett akció volt például az 1972 október 23-ai bombázás.[forrás?]
Összességében elmondható, hogy az ainu kultúra felemelkedéséért indított mozgalom elérte célját, és teret nyert magának a művészetekben is (festmények, mesemondás, zene), valamint a politikai életbe is sikeresen bele tudták magukat vonni, vagyis már lehetőségük van a politikába való beleszólásra(erőszakmentes tiltakozás, szavazás megtagadása). Az 1970-es és 2980-as években már jelen voltak a különböző fesztiválokon is. Az előbb említett tevékenységek mind a kulturális egységért folytatott harc eszközei voltak. 
Az ainu ceremóniák, melyeket sok esetben fesztiválokon adtak elő lehetőséget teremtettek arra, hogy a különböző ainu csoportok tagjai megismerjék egymást a kultúrán keresztül. 
Az ainu kultúra, főleg a zene miatt történő felemelkedés sokkal többet jelentett az ainu népcsoport számára, mind egyfajta fejlődést. A felemelkedés során sikeresen megmutatták, hogy milyen hagyományokat ápolnak, milyen a történelmük és a kultúrájuk. Emellett a felemelkedésnek köszönhető, hogy létrejött az ainu pop valamint, hogy az ainu popénekesek japán színpadokon is felléphetnek.
Oki Kano, az egyik leghíresebb ainu pop zenész főleg az ünnepi dalokon alapuló dalokat ad elő. Az előadások során különböző hagyományos hangszereken játszik, ainu nyelven énekel. De természetesen kiemelendő, hogy mint minden mást, az ainukat is elérte a nyugati hullám. Oki Kano előadásaiban is megfigyelhetőek a nyugati elemek, mint például a gitár és a basszusgitár. Éppen ezért elég híres, de nem csak ott. Nagy szerepet játszott abban, hogy megismerjék a japánok az ainuk zenéjét, sőt még meg is szerettesse velük.

## Híres ainu zenészek, zeneszerzők
Akira Ifukube
Oki Kano
Marewrew
IMERUAT: A banda nevének jelentése villám ainu nyelven. 2011-ben alakult. 2 tagja van, a zongorista, és zeneszerző Masashi Hamauzu és az énekes, Mina. Mina ainu, japán és angol nyelven is énekel.
Hare Daisuke
Umeko Ando

## Külső hivatkozások
- Vanishing Ainu of North Japan excerpt by Takakura, Shin'ichiro (Oct 1966)
- Japan Times: Ainu group brings to U.S. musical message of peace By Carolyn Nardiello – Requires login
- THE TRADITIONAL MUSIC OF THE AINU – NEW APPROACHES AND FINDINGS[halott link] Journal of Comparative Cultures – NO. 16. Sapporo University 2005, by Carlo Forlivesi
- Ainu Museum, (2015). Oral Literature
- Project Uepeker(open to invited readers only)
- Musical Instruments of Ainu People World Music Traveling, (2009).
- Japanese Music Encyclopædia Britannica.

## Fordítás
- Ez a szócikk részben vagy egészben a Ainu music című angol Wikipédia-szócikk ezen változatának fordításán alapul.  Az eredeti cikk szerkesztőit annak laptörténete sorolja fel. Ez a jelzés csupán a megfogalmazás eredetét és a szerzői jogokat jelzi, nem szolgál a cikkben szereplő információk forrásmegjelöléseként.